# Verniolle
Verniolle – miejscowość i gmina we Francji, w regionie Oksytania, w departamencie Ariège.
Według danych na rok 1990 gminę zamieszkiwało 1836 osób, a gęstość zaludnienia wynosiła 163 osób/km² (wśród 3020 gmin regionu Midi-Pireneje Verniolle plasuje się na 197. miejscu pod względem liczby ludności, natomiast pod względem powierzchni na miejscu 997.).